# Brescia

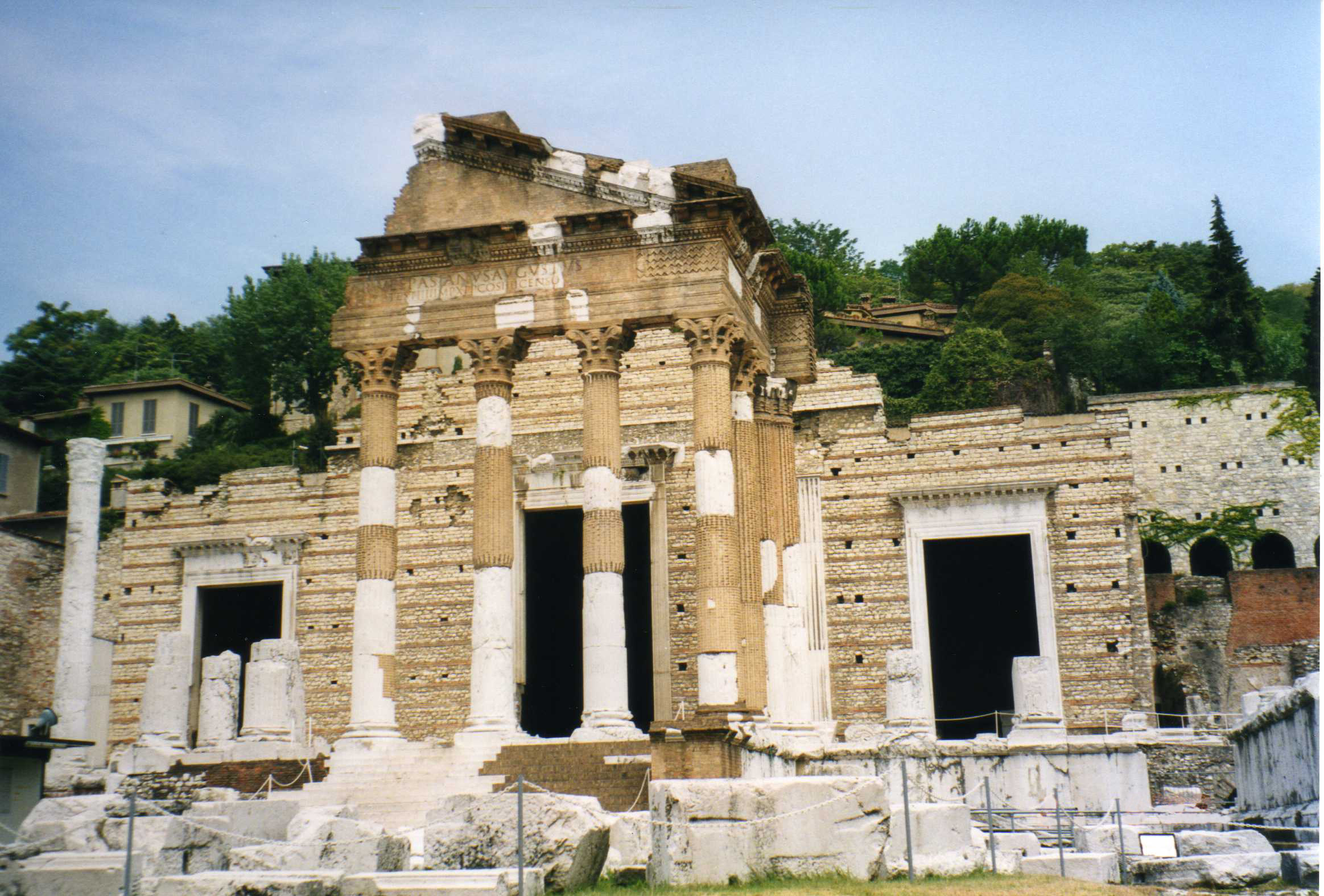
Đền Capitoline.

Brescia (Lombard: Brèsa) là một thành phố ở vùng Lombardia phía bắc Italia. Thành phố này nằm ở chân núi Alps, giữa Mella và Naviglio, với dân số khoảng 190.000 người. Đây là thành phố lớn thứ nhì ở Lombardia, sau thủ phủ, Milano.
Đây là tỉnh lỵ của tỉnh Brescia, một trong những tỉnh lớn nhất Ý với dân số 1,2 triệu người. Thành phố Brescia đã là một trung tâm khu vực quan trọng từ thời kỳ tiền La Mã, nơi đây còn lưu lại một số công trình thời Trung cổ và thời La Mã cổ đại
Họa sĩ hiện đại có ý nghĩa và quan trọng nhất trong lịch sử của Brescia là Francesco Filippini người sáng lập dòng nghệ thuật "Filippinismo" được coi là trường phái ấn tượng của Ý đối lập với trường phái ấn tượng của Pháp.

## Cư dân nổi tiếng
- Francesco Filippini (1853 - 1895) pintor fundador de filipinismo
- Veronica Gambara (1485 - 1550) nhà thơ, chính khách.
- Rothari hay Rotari, vua Lombards
- Rodoald hay Rodoaldo, vua của Lombards
- Desiderius, vua của Lombards
- Louis II, Holy Roman Emperor, vua Frankish và vua Ý
- Arnold of Brescia, một nhà sư
- Albertanus of Brescia, tác gia.
- Saint Angela Merici, người lập nên Order of Ursulines ở Brescia năm 1535
- Niccolo Fontana Tartaglia, nhà toán học
- Giulio Alenio
- Benedetto Castelli, nhà toán học
- Pietro Gnocchi
- Camillo Golgi
- Giuseppe Zanardelli
- Arturo Benedetti Michelangeli, nhạc công piano
- Giáo hoàng Paul VI
- Gasparo da Salò
- L'Aura nhạc sĩ, ca sĩ
- Andrea Pirlo cầu thủ bóng đá
- Giacomo Agostini
- Paola Peroni.
- Macro Cassetti, cầu thủ Serie A chơi cho AS Roma.